# Museumsbahn Blonay–Chamby

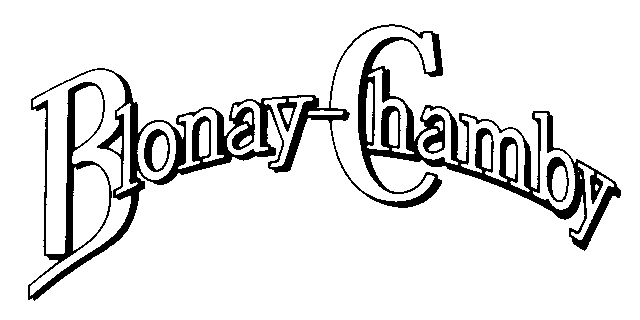
Ursprünglicher Schriftzug der Museumsbahn

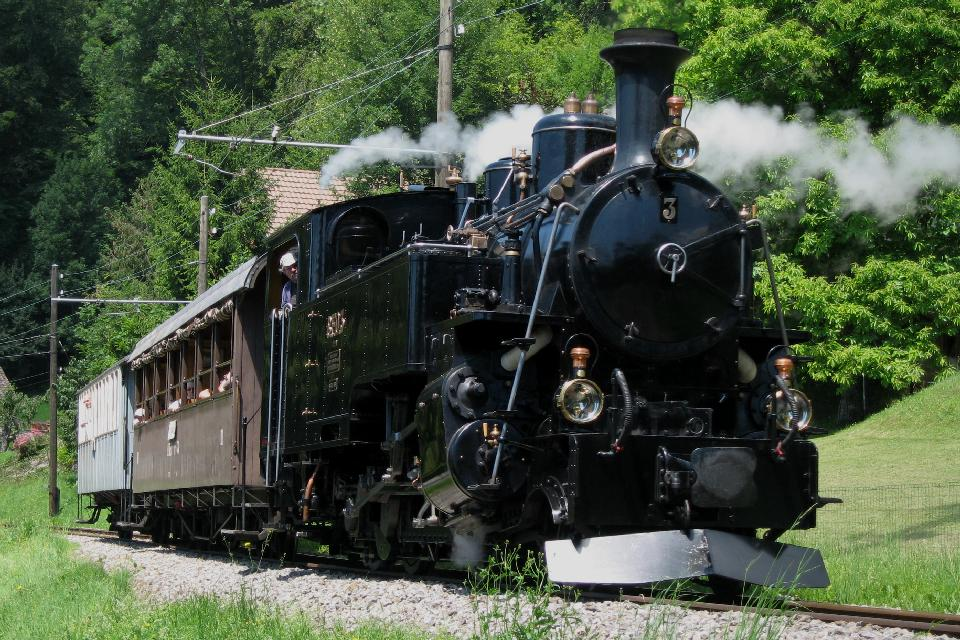
Dampflokomotive HG 3/4 3 der BFD an der Spitze eines Zuges, 2011

Die Museumsbahn Blonay–Chamby, abgekürzt BC, französisch Chemin de fer-musée Blonay–Chamby, ist die erste Museumsbahn der Schweiz. Sie nahm 1968 auf der bis 1966 von der Chemins de fer électriques Veveysans betriebenen Bahnstrecke Blonay–Chamby den Museumsbetrieb auf. Als Trägerorganisation dienen der Verein Museumsbahn Blonay–Chamby mit einem Jahresumsatz von 400'000 Franken (Stand 2013) und die Genossenschaft Museumsbahn Blonay–Chamby, französisch Chemin de fer-musée Blonay–Chamby Société coopérative.
Die Museumsbahn Blonay–Chamby ist ein Eisenbahnverkehrsunternehmen. Sie befährt zwischen Blonay und Chamby die Infrastruktur der Transports Montreux–Vevey–Riviera mit einer Netzzugangsbewilligung und einer eidgenössischen Personenbeförderungs-Konzession.

## Geschichte

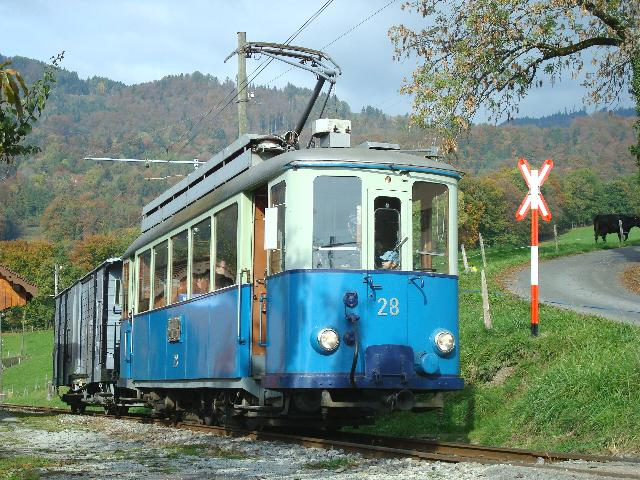
Motorwagen Ce 2/3 28 der TL bei der Haltestelle Cornaux, 2008

Der Verein Museumsbahn Blonay–Chamby, ursprünglich Société pour la création du chemin de fer touristique Blonay–Chamby, wurde am 5. Dezember 1966 gegründet. An der Gründungsversammlung nahmen 82 Personen teil.
Am 25. Januar 1967 traf das erste Fahrzeug, ein Tram-Motorwagen, bei der Museumsbahn ein. Am 9. Juni 1967 folgte die erste Dampflokomotive, dies war die G 3/3 6 der ehemaligen Bière-Apples-Morges-Bahn.
Parallel zur Beschaffung der Fahrzeuge begann der Verein mit der Wiederertüchtigung der Bahnstrecke Blonay–Chamby für den Museumsbetrieb, so mussten beispielsweise Freischneidearbeiten durchgeführt werden. Der erste Arbeitszug fuhr am 1. Juli 1967. Die Genehmigung zum Bahnbetrieb erteilten die Behörden am 1. Mai 1968.
Am 3. Juli 1968 wurde die Genossenschaft Museumsbahn Blonay–Chamby mit Sitz in Lausanne ins Handelsregister eingetragen. Zwischenzeitlich bezeichnete sich die Genossenschaft nur als Chemin de fer-musée Blonay–Chamby. Ursprünglich hiess sie Chemin de fer touristique Blonay–Chamby.
Am 20. Juli 1968 verkehrte schliesslich der erste öffentliche Museumszug. Zu einer Spezialität der Museumsbahn entwickelten sich im Laufe der Jahre themenspezifische Mottoveranstaltungen. So fanden beispielsweise 2008 ein Schienentraktoren- und Dienstfahrzeug-Festival, ein Bernina-Wochenende und ein Tram-Festival statt.

## Museumsareal in Chaulin

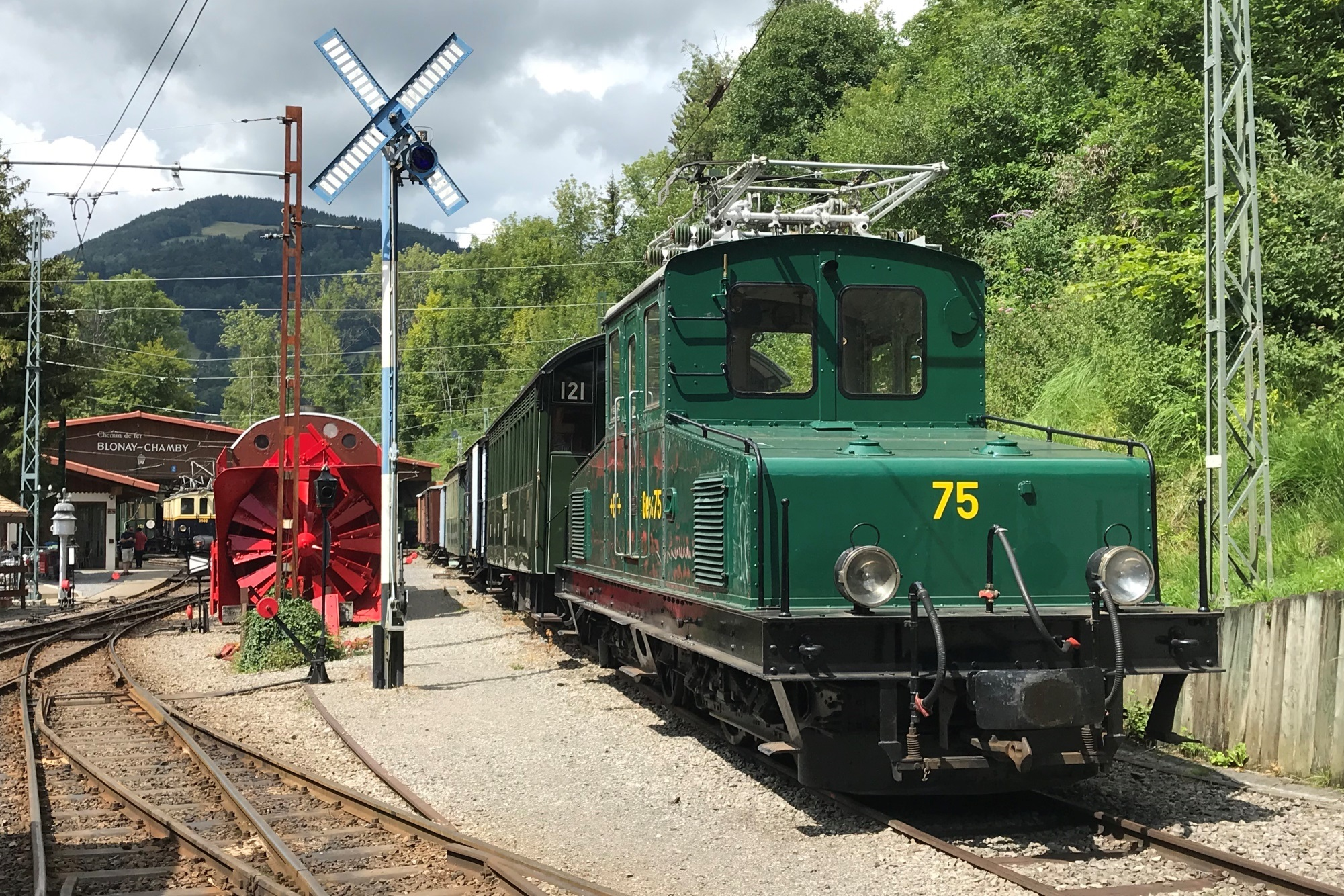
Museumsareal Chamby-Musée (Chaulin), Blick in Richtung der Halle mit der Werkstatt, 2018

Oberhalb von Chaulin entstand, direkt an der Bahnstrecke nach Blonay, im Laufe der Jahre das heutige Museumsareal, Chamby-Musée genannt. Es besteht aus den Betriebsanlagen der Museumsbahn sowie einer Möglichkeit zur Beherbergung von Gästen und Vereinsmitgliedern. Strassenseitig ist das Areal nur über einen nichtöffentlichen Feldweg erreichbar.
1973 wurde im hinteren Museumsareal ein erstes fünfständiges Depot eröffnet. Vier Gleise dienen dem Abstellen und Präsentieren von Fahrzeugen, davon sind drei mit einer Fahrleitung versehen, eines besitzt eine durchgehende Untersuchungsgrube. Das fünfte Gleis links aussen auf der Talseite ist durch eine Zwischenwand abgetrennt und dient als Werkstatt. Es ist mit einem Portalkran ausgestattet. Im hinteren Teil der Halle befinden sich Sanitäreinrichtungen, Umkleideräume sowie ein Ersatzteillager.
Um weitere Fahrzeuge überdacht abstellen zu können – und damit den Unterhaltsaufwand zu reduzieren – wurde 1993 eine zusätzliche Halle auf der Seite Chamby in Betrieb genommen. Sie ist dreigleisig und dem örtlichen Chalet-Baustil angepasst, alle Gleise sind elektrifiziert. Zwischen den beiden Hallen entstand 1998 ein Restaurant samt Terrasse, welches eine alte Baracke ablöste.
Vervollständigt wurde das Areal im Verlauf der Zeit ausserdem durch zwei Baracken für Vereinszwecke und eine Freiluftanlage zum Bekohlen und Entschlacken der Dampflokomotiven, ergänzt um einen Wasserturm.

## Fahrzeuge

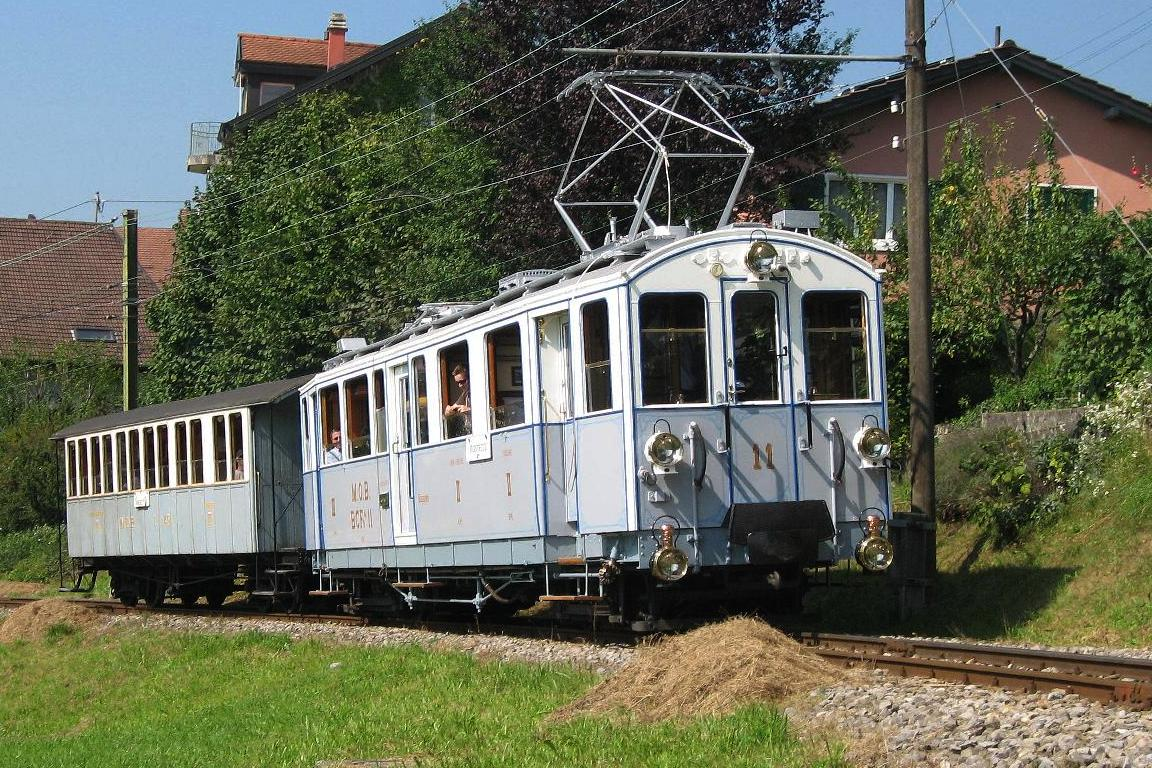
Zug mit Motorwagen BCFe 4/4 11 und BC^{4} 22 der MOB in Blonay, 2012

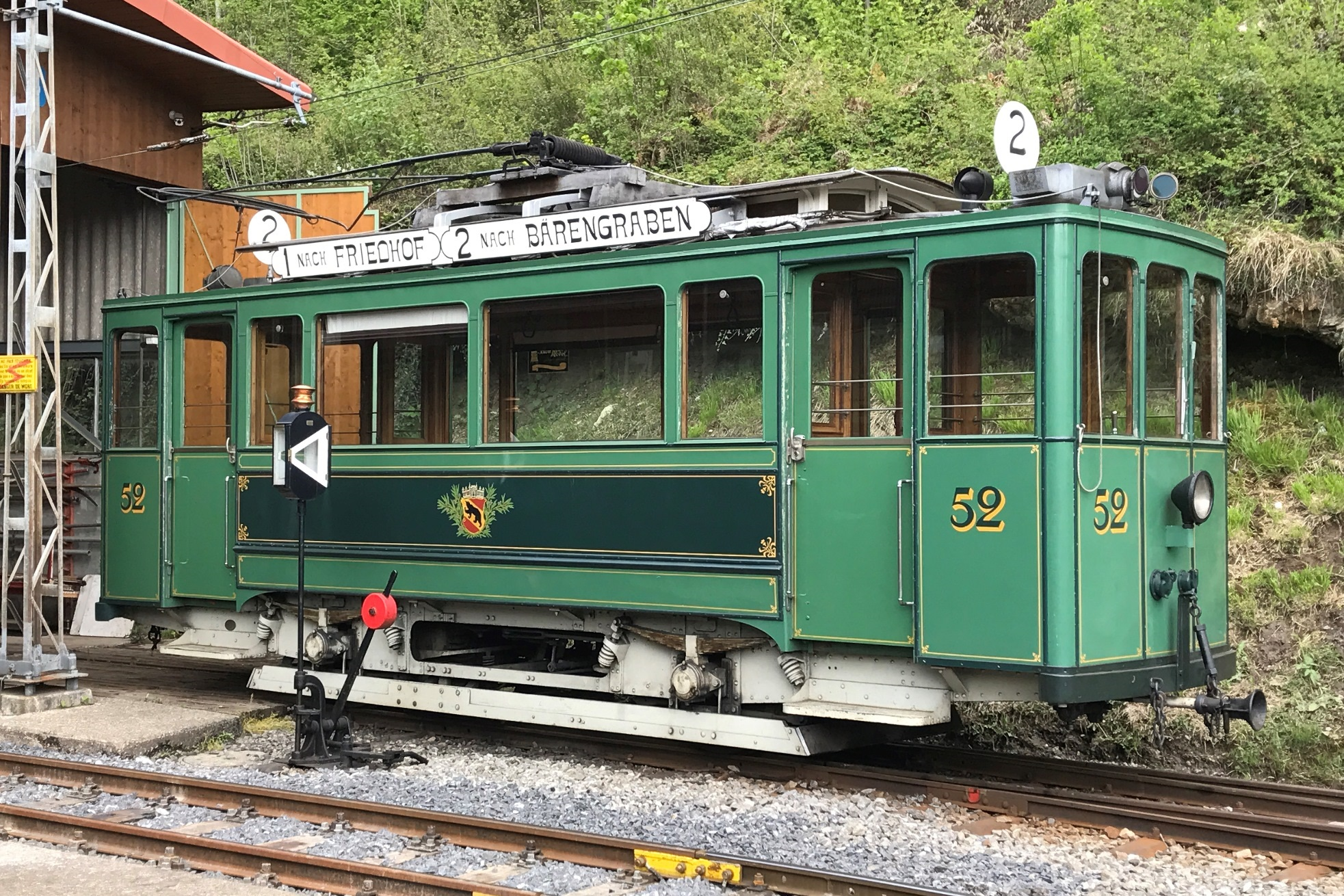
Motorwagen Ce 2/2 52 der SSB in Chamby-Musée (Chaulin), 2017

### Fahrzeuge der Museumsbahn Blonay–Chamby
Der umfangreiche Meterspur-Fahrzeugpark, mit dem die Bahnstrecke Blonay–Chamby betrieben wird, umfasst Dampflokomotiven, Elektrolokomotiven, Elektrotriebwagen, Tramwagen, Personenwagen, Güterwagen, Dienstfahrzeuge und eine Dampfschneeschleuder.

### Technische Rahmenbedingungen
Der Fahrzeugpark der Museumsbahn ist weitgehend an die Normalien des durch die Museumsbahn befahrenen meterspurigen Adhäsionsnetzes der Chemins de fer électriques Veveysans (CEV) und der Montreux-Berner-Oberland-Bahn (MOB) angepasst. Dies gilt mit wenigen Ausnahmen auch für die Radreifen-Profile. Zu diesen Ausnahmen gehört ein Teil der Strassenbahnfahrzeuge, diese können deswegen nicht oder nur eingeschränkt auf dem Streckennetz verkehren. Letztere dürfen aus Richtung Chamby kommend nur bis Vers-Chez-Robert fahren.
Bei den Kupplungen gilt folgendes Schema: Eisenbahnfahrzeuge haben eine Mittelpufferkupplung mit einer unterhalb des Mittelpuffers angeordneten Schraubenkupplung. Die Strassenbahnfahrzeuge besitzen hingegen Trompetenkupplungen der Bauart wie sie von den Städtischen Verkehrsbetrieben Bern (SVB) bekannt sind.
Beim Bremssystem überwiegt die Vakuumbremse. Je nach Herkunftsbetrieb existieren aber auch vereinzelt Fahrzeuge mit Druckluftbremse. Bei den Strassenbahnfahrzeugen besitzen die Motorwagen in der Regel eine Widerstandsbremse, die Anhänger eine Solenoidbremse. Die entsprechenden Bremssysteme müssen bei der Zugbildung berücksichtigt werden. Einzelne Fahrzeuge haben deswegen auch durchgehende Bremsleitungen eines anderen Bremssystems.
Die elektrischen Fahrzeuge sind auf eine Fahrdrahtspannung von 900 Volt Gleichstrom ausgelegt. Da die älteren Fahrzeuge bezüglich Spannungsschwankungen verhältnismässig grosszügig dimensioniert sind, waren die diesbezüglichen Anpassungen gering. Die Fahrzeuge der Städtischen- und Überlandstrassenbahnbetriebe waren auf 600 Volt ausgelegt, diejenigen der Meterspurbahnen auf 750 bis 1200 Volt. Der Fahrzeugpark der ehemaligen Leuk-Leukerbad-Bahn war für den Betrieb mit 1500 Volt gebaut worden.